# 張靜之 (1982年)
張靜之（1982年4月25日—）。祖籍金門縣金城鎮，女，台灣演員。目前為「海納百川娛樂有限公司」旗下藝人。音樂劇表演出身。參與過多部在大愛電視台的戲劇演出。亦在國、台、客語劇皆有精湛演出，在2016年以《白鷺鷥的願望》「陳瓊玉」一角走紅，站穩在戲劇之間的地位。目標成為全方位藝人。哥哥是傳媒人張翔一。

## 個人經歷
- Ringside聚場餐廳-英文百老匯歌舞表演
- 《臺北市私立喬治高級工商職業學校》英語話劇社指導老師
- 嵐創作體-街頭藝人以及各大小場合之歌舞表演
- 《中華航空》空服員
- 地球村生活美語雜誌主編兼廣播教學老師
- 2005年開始接受音樂劇相關訓練：聲樂、踢踏舞、爵士舞、戲劇
- 2006年曾赴紐約電影學院New York Film Academy參加表演研習，並演出當地學生電影

## 電視劇
| 年 份  | 頻 道      | 劇 名                        | 角 色          |
| 2008年 | 大愛電視台 | 《竹音深處》                 | 章禹瑄         |
| 2008年 | 大愛電視台 | 《矽谷阿嬤》                 | 女子           |
| 2008年 | 八大綜合台 | 《霹靂MIT》                  | 林湘婷         |
| 2008年 | 緯來       | 《鬼旅社》                   | 黃芳           |
| 2009年 | 大愛電視台 | 《幸福的起點》               | 林秀玲         |
| 2010年 | 華視       | 《莒光園地單元劇－幸福微光》 | 英軒姊         |
| 2010年 | 華視       | 《莒光園地單元劇－愛無限》   | 吳羨琦         |
| 2010年 | 大愛電視台 | 《愛在我心深處》             | 黃燕珠         |
| 2011年 | 三立台灣台 | 《愛回來》                   | 淑雲           |
| 2011年 | 大愛電視台 | 《長情劇展－仙女不下凡》     | 葉瑄瑄         |
| 2011年 | 大愛電視台 | 《清秀家人》                 | 蔡金菊         |
| 2011年 | 客家電視台 | 《醬園生》                   | 鍾尚子         |
| 2012年 | 大愛電視台 | 《愛的微光》                 | 李秋貞         |
| 2012年 | 大愛電視台 | 《長情劇展－愛在旭日升起時》 | 林玲悧         |
| 2012年 | 台視       | 《東門四少》                 | 張欣如         |
| 2012年 | 公視       | 《愛情來了，請打卡》         | 顧蘭馨         |
| 2013年 | 公視       | 《人生劇展－我的意外假期》   | 小傑媽         |
| 2014年 | 大愛電視台 | 《長情劇展－情牽巧藝坊》     | 吳月鶯         |
| 2014年 | 大愛電視台 | 《河畔卿卿》                 | 李妙香         |
| 2015年 | 大愛電視台 | 《永不放棄》                 | 李瑾萍         |
| 2015年 | 民視       | 《B棟8樓》                   | 醫師           |
| 2016年 | 大愛電視台 | 《鑼聲若響》                 | 謝梅玉         |
| 2016年 | 三立台灣台 | 《紫色大稻埕》               | 陳進           |
| 2016年 | 三立台灣台 | 《白鷺鷥的願望》             | 陳瓊玉         |
| 2017年 | 客家電視台 | 《勞動之王》                 | 洪淑美         |
| 2017年 | 三立台灣台 | 《甘味人生》                 | 唐安琪         |
| 2018年 | 三立台灣台 | 《金家好媳婦》               | 黃秋儀         |
| 2019年 | 大愛電視台 | 《百歲仁醫》                 | 張雲鬟         |
| 2020年 | 大愛電視台 | 《我家的美好時光》           | 冷鍾玉惠(青年) |
| 2020年 | 三立台灣台 | 《天之驕女》                 | 李靜柔         |
| 2024年 | 大愛電視台 | 《你好，我是誰2》            | 珍妮           |

## MV
- 陳熙《我還以為》
- 邵慧芸《我想哭》
- 建國一百年國慶晚會搖滾音樂劇夢想家主打曲歌曲《夢想家》
- 客家電視台台歌《客家世界》
- 黃韻玲《飄流》

## 舞台劇
- 大風劇團《請勿犧牲愛情》(輕音樂劇)
- 《金蕉歲月》
- 曇戲弄《歌未央》(中文音樂舞台劇)
- 九歌劇團《雪后與魔鏡》(兒童劇)
- 嵐創作體《玩全百老匯》(英文歌舞秀)
- 音樂時代《四月望雨》(台語音樂劇)
- 耀演劇團《喜樂社區》(中文音樂劇)
- 嵐創作體《拜訪森林》(全本百老匯音樂劇)
- 第四人稱劇團《紅伶》(中文歌舞劇)
- 綠光劇團《清明時節》(台灣文學劇場)
- 表坊《夢想家》
- 綠光劇團-《單身溫度》(台灣文學劇場第二部曲)
- 綠光劇團-《人間條件六》
- 綠光劇團-《當妳轉身之後》
- 全民大劇團-《致·這該死的愛》(原劇名《小三與小王》)
- 綠光劇團-《人間條件七》
- 表演工作坊-《張愛玲的最後一夜》

### 電影
- 黑白

## 廣告及活動

### 廣告
- 遠雄人壽
- 全國電子-徵店長篇
- 文建會-新文創商品-提親篇
- 伊莎貝爾喜餅廣告-十二星座求婚篇-魔羯座篇
- RAULEN HSU 2012年形象廣告

### 出席活動
- Coach fashin party【2011-10-22】
- 國片「昨日的記憶」試映會【2012-2-2】
- 台北新藝術博覽會的百大名人畫作慈善義賣【2012-3-3】
- 國片「寶米恰恰」首映會【2012-6-13】
- 心星相映人文活動「愛的微光」粉絲見面會【2012-6-16】
- 台視「東門四少」淡水 - 東區七夕掃街活動【2012-8-19】
- 吳定謙「66號公路」新書發表會【2012-10-24】
- M.A.C.法式浪漫Party【2012-11-1】

## 出版作品

### 雜誌
- 姊妹私房話-儂儂雜誌-美人幫

### 專訪
- 蘋果日報-台大正妹張靜之-帶你吃好料【2010-1-27】
- 蘋果日報副刊-張靜之談《大逃殺》：原著有著無奈的溫柔【2011-1-8】
- 【明星旅遊趣】台大美女張靜之紐約遇黑社會鬥毆驚魂記【2011-02-22】
- 蘋果日報-張靜之筆電相機伴遊10餘國【2011-2-27】
- 2012台大外文畢業公演-邀請到畢業學姊張靜之進行採訪

## 主持作品
- W Hotel X 紅點設計獎 雙語主持
- BMW i系列新車發佈 雙語主持
- Coach新品發表會 雙語主持

## 翻譯作品
- 2012 綠光劇團《外遇，遇見羊》劇本翻譯
- 2014 紐約獨立製片《FUKUSHIMA》編劇/製片/主演
- 2015 Queenshop 廣告微電影 中英日文翻譯/製片（於紐約、東京、台北拍攝）

## 音樂作品

### 歌曲
- 建國一百年國慶晚會搖滾音樂劇夢想家歌曲《我的二十歲》、《夢想家》演唱

## 演唱會

### 小型演唱
- 2015於河岸留言咖啡舉辦個人小型演唱會

## 外部連結
- 張靜之的Facebook專頁
- 張靜之的新浪微博
- 張靜之的Instagram帳戶
- IN THE SKY （页面存档备份，存于）的Blogger
- 張靜之在互联网电影资料库（IMDb）上的資料（英文）
- 張靜之在香港影庫上的簡介
- 張靜之在豆瓣上的资料（简体中文）
- 張靜之在时光网上的簡介（简体中文）